# Plesiophrictus mahabaleshwari
Plesiophrictus mahabaleshwari é uma espécie de aranha pertencente à família Theraphosidae (tarântulas).